# Jaillon
Jaillon é uma comuna francesa na região administrativa de Grande Leste, no departamento de Meurthe-et-Moselle. Estende-se por uma área de 7,47 km². Em 2010 a comuna tinha 476 habitantes (densidade: 63,7 hab./km²).